# Righteous Anger
Righteous Anger – drugi album studyjny Vana Stephensona, wydany w 1984 roku przez MCA Records na LP i MC.

## Charakterystyka
W 1983 roku Richard Landis – producent m.in. Juice'a Newtona – zapewnił Vanowi Stephensonowi kontrakt muzyczny z MCA Records. Według umowy muzyk miał nagrać komercyjny album. W efekcie w 1984 roku ukazał się album Righteous Anger, mający bardziej popowy charakter od debiutanckiego albumu Stephensona z 1981 roku pt. China Girl. W nagrywaniu albumu pomagali członkowie zespołu Restless Heart.
Album zajął 54. miejsce na liście Billboard 200, a dwa pochodzące z niego single – „Modern Day Delilah” oraz „What the Big Girls Do” – zajęły odpowiednio 22. i 45. pozycję na liście Hot 100.

## Lista utworów
1. „Modern Day Delilah” (4:17)
2. „I Know Who You Are (And I Saw What You Did)” (4:03)
3. „What the Big Girls Do” (3:39)
4. „Don't Do That” (3:30)
5. „Others Only Dream” (3:27)
6. „Righteous Anger” (3:40)
7. „The Cure Will Kill You” (4:25)
8. „You've Been Lied to Before” (3:47)
9. „Heart Over Mind” (4:11)
10. „All American Boy” (2:37)

## Wykonawcy
- Van Stephenson – wokal
- Dann Huff – gitara
- Dennis Belfield – gitara basowa
- Alan Pasqua – instrumenty klawiszowe
- Mike Baird – perkusja

Gościnnie
- George Doering, Kenny Mims – gitara
- Mike Hanna – instrumenty klawiszowe
- Richard Landis – perkusja
- Phil Brown, Bill Champlin, Tom Kelly – wokal wspierający[4]